# Jelcz M121M/4 CNG
Jelcz M121M/4 Mastero CNG – autobus miejski produkowany przez firmę Jelcz w latach 2006-2008.

## Historia modelu
Pod koniec 2006 roku zaprezentowano wersję modelu rodziny M121x Mastero napędzaną silnikiem MAN E2866DUH03 na gaz ziemny CNG, autobus ten posiada 4-biegową automatyczną skrzynię Voith D854.3E. Zastosowano oś przednią MAN VOK-07B, oraz tylną Jelcz MT 1032A.
Na dachu autobusu znajdują się 4 kompozytowe zbiorniki paliwa. Są one wkomponowane w konstrukcję dachu i częściowo wnikają do wnętrza pojazdu, dzięki takiemu rozwiązaniu udało się zmniejszyć wysokość autobusu oraz poprawić jego prowadzenie.
Obecnie model ten eksploatowany jest w MPK Rzeszów a do 2018 był eksploatowany również w MPK Kraków. 
Wyprodukowano 13 egzemplarzy.